# Càncer de fetge
El càncer hepàtic és un tipus de càncer que sorgeix al fetge, ja sigui com a:
- Tumor primari: que són els tumors que s'originen en el fetge i són força agressius.[1] Acostumen a formar una massa central única. En ells, les mutacions de la proteïna p53 estan presents amb molta freqüència.[2] Les seves metàstasis tendeixen a afectar pulmó, ganglis limfàtics, os i cervell.[3]
- Tumor procedent d'altres òrgans: són més freqüents que els tumors primaris i es produeixen quan el tumor es dissemina a través dels vasos sanguinis des d'una localització diferent i metastatitza el fetge. Habitualment són multifocals i perifèrics. Els càncers primitius que poden causar-los són molts, però predominen els del tracte digestiu, la mama, el pulmó i el pàncrees.[4]

El càncer de fetge és la cinquena neoplàsia maligna més comuna, representant el 7% de totes elles i sent la segona causa de mort global per càncer.
A Girona, la incidència percentual sobre el total de càncers és del 2,5%; per a homes al voltant del 3,0%.
A Catalunya, té una taxa de supervivència a cinc anys per a homes al voltant del 30% i per a dones al voltant del 35%.
A Catalunya, les taxes de mortalitat (x 100.000 hab.; i en % sobre el total de càncers per sexe; estandarditzades segons sexe, 2018) són: 4,10 dones; 13,18 homes; 8,27 total; 3,66% en dones; 5,58% en homes.

## Tipus de càncer de fetge
- Carcinoma hepatocel·lular (hepatocarcinoma): és el tipus més freqüent de càncer de fetge, ja que constitueix un 80 o 90% de tots els casos de càncer hepàtic primari i és el quart càncer amb major incidència mundial.[8] Acostuma a desenvolupar-se a partir d'una hepatopatia preexistent,[9] en particular la cirrosi.[10] La classificació pronòstica i d'estadiatge BCLC (Barcelona Clinic Liver Cancer) de 2012, una de les més emprades avui dia, divideix als pacients amb aquest càncer en cinc categories d'acord als seus trets clínics i a les característiques radiològiques del tumor (molt inicial, inicial, intermedi, avençat i terminal).[11] En alguns casos molt singulars es pot confondre amb una hiperplàsia nodular focal hepàtica.[12] Excepcionalment, la seva primera manifestació és una hemorràgia intraperitoneal massiva.[13] La seva incidència a l'Estat espanyol, segons dades de l'any 2017, és de 17 casos/100.000 habitants (homes) i 6,5/100.000 (dones).
- Carcinoma colangiocel·lular (colangiocarcinoma): originat als conductes biliars.[14] Durant els darrers anys s'ha evidenciat la seva relació amb determinades hepatitis víriques en un considerable nombre de casos.[15] Els colangiocarcinomes que es formen a la regió perililar hepàtica reben el nom de tumors de Klatskin[16] i quan presenten immunohistoquimicament una sobreexpressió de la proteïna Prdx1 solen tenir mal pronòstic.[17]
- Carcinoma combinat colangiocel·lular/hepatocel·lular: variant infreqüent amb característiques histològiques i clíniques singulars.[18] Té un pronòstic pitjor que el corresponent a un hepatocarcinoma o a un colangiocarcinoma per separat.[19]
- Càncer metastàtic: càncer que s'origina en una altra part del cos, com ara el pulmó o el còlon, i que per regla general colonitza el fetge per via hematògena.[20]
- Hepatoblastoma: és un càncer hepàtic que es veu sobretot en nens,[21] del qual s'han identificat dos subtipus epigenòmics.[22] Un 5% dels hepatoblastomes està associat a síndromes genètiques de sobrecreixement, com -per exemple- la d'hemihipertròfia o la de Beckwith-Wiedemann.[23] Té una incidència de 1,2 casos/1.000.000 i afecta sobretot a menors de 3 anys, manifestant-se quasi sempre com una gran massa intrabdominal amb un alt nivell sèric d'alfa-fetoproteïna.[24] La taxa de supervivència a 5 anys d'aquest tumor és, aproximadament d'un 80% als països desenvolupats.[25] És molt infreqüent la seva aparició en adults.[26]
- Angiosarcoma hepàtic: representa el 0,1-2% dels tumors primaris del fetge i té un pronòstic infaust.[27]
- Cistoadenocarcinoma hepàtic: rara neoplàsia maligna quística del fetge que té el seu origen en l'epiteli biliar.[28]
- Leiomiosarcoma hepàtic: és un tumor extremadament inhabitual, de lenta evolució i curs insidiós.[29] La majoria d'ells es diagnostiquen en una fase molt avençada.[30]
- Carcinoma mixt adenoneuroendocrí hepàtic: aquest càncer es caracteritza per la presència simultània d'un component glandular exocrí i un component neuroendocrí. La seva presentació com a tumor primari del fetge és gairebé insòlita.[31]
- Limfoma hepàtic primari: és una variant tumoral amb una incidència baixíssima (només el 0,016% de tots els limfomes no hodgkinians).[32]
- Tumor carcinoide hepàtic primari: és molt poc comú.[33] Acostuma a ser no funcional i, conseqüentment, no anar acompanyat de la síndrome carcinoide característica d'aquesta forma de neoplàsia.[34]

## Causes del càncer hepàtic
No es coneixen les causes exactes del càncer de fetge, però es coneixen certs factors clarament implicats en l'aparició d'aquest càncer:
- Hepatitis: és el factor que origina més càncers de fetge, en especial i per diversos motius les hepatitis cròniques pels virus B i C.[35][36]
- Cirrosi: és el segon factor principal del càncer hepàtic.
- Fetge gras no alcohòlic: al llarg de les darreres dècades s'ha observat un increment significatiu del nombre d'hepatocarcinomes en pacients no cirròtics amb aquesta condició, sobretot si presenten esteatohepatitis no alcohòlica.[37]
- Hemocromatosi: és una malaltia hepàtica que pot derivar en càncer.[38]
- Aflatoxines: l'exposició a aquestes substàncies cancerígenes és altament perillosa pels individus portadors d'una hepatitis B o C.[39] La seva alta capacitat mutagènica[40] fa que siguin considerades una causa tòxica important de hepatocarcinomes d'etiologia ambiental i professional.[41]
- Clorur de vinil: té una relació genotòxica amb l'angiosarcoma hepàtic de caràcter ocupacional.[42]
- Pesticides: el lindà i el DDT, particularment, s'associen a la carcinogènesi hepàtica.[43]
- Esquistosomosi crònica: la infecció hepàtica pels esquistosomes indueix el desenvolupament de fibrosi periportal i d'hepatocarcinomes, inclús en individus sense altres factors de risc.[44]
- Clonorquiosi: C.sinensis és una important causa de colangiocarcinomes a moltes zones d'Àsia.[45]
- Arsènic: el contacte perllongat amb l'arsènic inorgànic, sigui d'origen ambiental, nutricional o medicamentós, incrementa les possibilitats de sofrir un càncer de fetge.[46]
- Colangitis biliar primària: les persones amb aquesta malaltia autoimmunitària que no responen a la medicació convencional poden presentar una neoplàsia hepàtica.[47]
- Litiasi intrahepàtica: està associada de forma directa amb la gènesi dels colangiocarcinomes, amb independència de la seva etiologia.[48]
- Tirosinèmia tipus I (tirosinèmia hepatorenal):[49] en alguns dels malalts que tenen aquest trastorn genètic autosòmic recessiu apareix un hepatocarcinoma o, amb menys freqüència, una inusual neoplàsia de característiques mixtes hepatocarcinoma/hepatoblastoma.[50]
- Poliposi adenomatosa familiar: el risc d'aparició d'un hepatoblastoma en els nens amb aquesta patologia hereditària, provocada per una mutació en el gen APC,[51] és significativament alt.[52]
- Predisposició genètica: Segons estudis experimentals en models murins, l'existència de determinats polimorfismes de nucleòtids simples en un subjecte augmenta la seva susceptibilitat de cara a patir o no un càncer hepàtic.[53]

L'edat és un factor de risc important. El 2019, de les 27,958 defuncions per càncer de fetge als Estats Units la majoria es produïren en individus de 65 anys o més, mentre que menys del 2% de les morts foren de persones de menys de 35 anys.

## Símptomes del càncer de fetge
No hi ha uns símptomes específics, ja que hi ha una simptomatologia clínica comuna que apareix en diverses malalties de l'aparell digestiu com ara hepatitis, pancreatitis, colecistitis, etc.
De vegades pot aparèixer un bony al costat dret de l'abdomen a causa del creixement del fetge (hepatomegàlia), que pot anar acompanyat de dolor irradiat cap a la part dreta de l'esquena. Altres vegades la bilis no es pot eliminar adequadament i s'acumula a la sang, donant un color groc a la pell (icterícia).
També poden haver-hi altres símptomes més generals com abdominàlgia, nàusees i vòmits, febre, augment de les transaminases, prurigen,  pèrdua d'apetit, pèrdua inexplicable de pes i gran cansament. 

## Tractament
A grans trets, les opcions terapèutiques del càncer hepàtic són cirurgia (la resecció del fetge està indicada només si l'afectació cancerosa no supera el 50% de l'òrgan i la resta d'ell no presenta cap patologia greu), quimioteràpia i trasplantament de fetge. En certs casos i com a procediment pal·liatiu, pot estar indicada l'embolització química selectiva del tumor. L'ablació per radiofreqüència dels hepatocarcinomes en fase inicial pot ser una bona opció terapèutica, tot i que és un procediment no exempt de controvèrsia. Els recents avenços de la biologia molecular i els prometedors resultats de diversos assajos clínics han fet possible considerar la immunoteràpia una alternativa factible per tractar els hepatocarcinomes en un futur proper. En aquells casos en els que no hi ha una funció hepàtica marcadament alterada i l'estat general del pacient està preservat, es recomana el tractament amb lenvatinib (un inhibidor dels receptors de la tirosina-cinasa) o sorafenib. Ara per ara, només el sorafenib (un inhibidor multicinasa d'acció antiproliferativa i antiangiogènica que s'administra per via oral) ha demostrat ser capaç d'augmentar la supervivència dels malalts amb un hepatocarcinoma d'estadi BCLC mitjà-alt. L'ús d'un altre inhibidor multicinasa més potent, el regorafenib (Stivarga®), com a fàrmac de segona línia per tractar els hepatocarcinomes prèviament tolerants al sorafenib, va ser aprovat per la FDA l'abril de 2017 i per l'EMA l'agost del mateix any.